# Cabdella

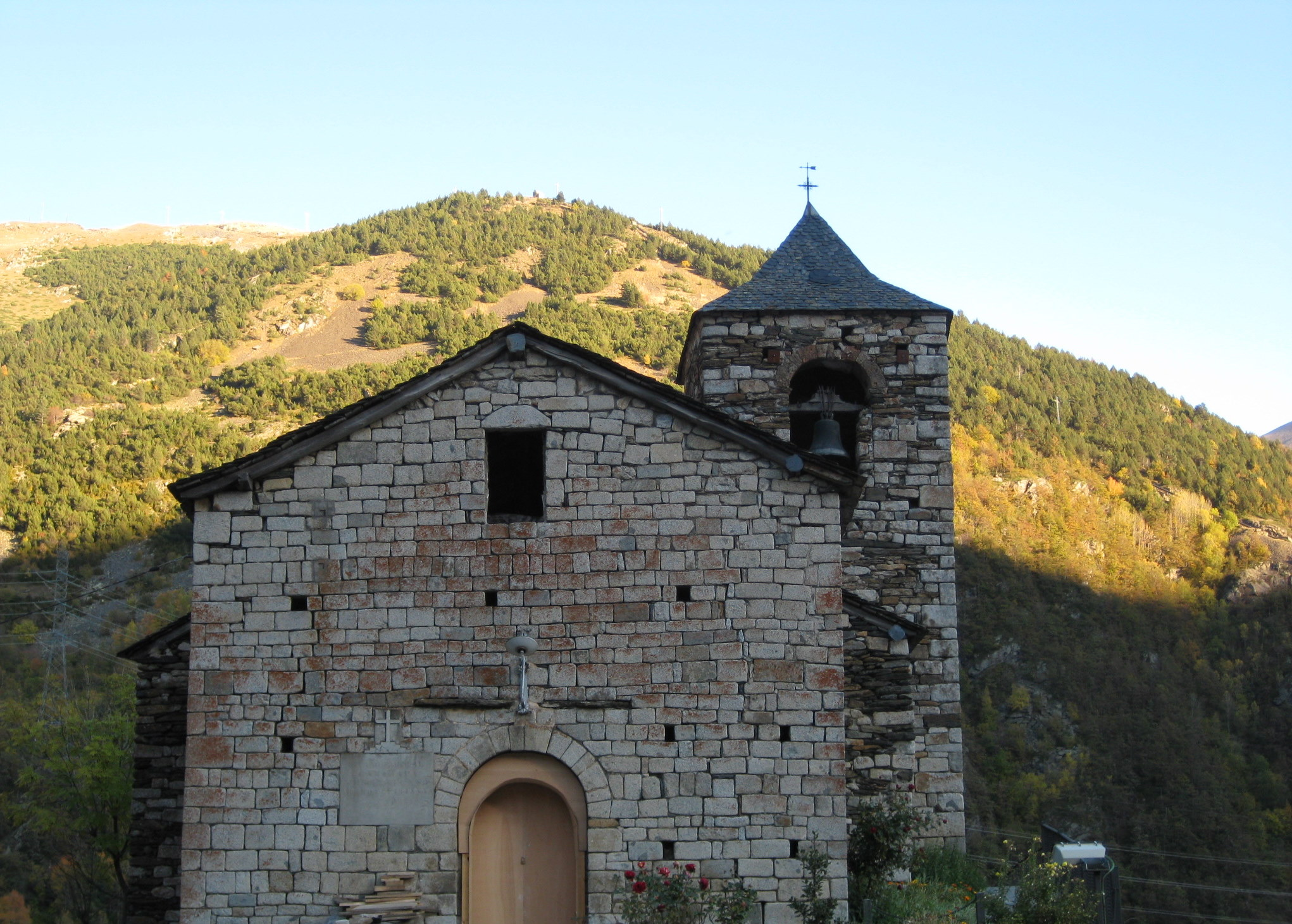
Iglesia de San Vicente (Cabdella).

Capdella es un pueblo de Vall Fosca, perteneciente al municipio de Torre de Cabdella. Está situado a 1.422 metros de altitud, al fondo de la Vall Fosca, en la que es el núcleo de población agrupado más septentrional. Es uno de los pueblos integrantes, desde el 1847, del municipio de Torre de Cabdella.
Está situado sobre una colina a la derecha del río Flamisell, en el interfluvio entre este río, que viene del norte, y los de Filiá y el de Riqüerna, que proceden de Poniente.
Se accede por la carretera L-503, que tiene su final precisamente en este pueblo, aunque continúa en forma de pista rural asfaltada hasta el lago de Sallente. 
La iglesia del pueblo es parroquial y está dedicada a San Vicente es de estilo románico y se restauró durante el año 2009.

## Historia
El origen del pueblo de Capdella parece ser el del castillo del mismo nombre, pero probablemente este castillo es el que dio lugar al pueblo del Puig de Capdella, actualmente Espuy.
El primer documento que habla de Capdella, aunque grafiado Capitella es de entre 1010 y 1033, y hacia el 1131 ya aparece como Captella. A partir de ahí el topónimo está ampliamente documentado, con todo tipo de variantes: Capdela / Capdele, Capdella, etc.
Hasta la extinción de los señoríos (siglo XIX), Capdella perteneció a la baronía de Erill, después condado.
Entre 1812 y febrero de 1847 Capdella disfrutó de ayuntamiento propio. Se formó a partir de la promulgación de la Constitución de Cádiz y su despliegue, y fue suprimido, agregándolo a la Torre de Cabdella, debido al límite fijado en la ley municipal de 1845 del mínimo de 30 vecinos (cabezas de familia ) indispensables para mantener el ayuntamiento propio.
En el Diccionario geográfico ... de Pascual Madoz hay un artículo dedicado a Capdella:

situado en lo alto de una montaña de bastante altura, con exposición al sur, la combaten principalmente los vientos del norte. El clima es frío, con mucha nieve, que produce cadarns y pulmonías. Tenía 30 casas y la iglesia parroquial. El agua era abundante, y se tomaba de los ríos que bajaban de la montaña, especialmente de los lagos de Pelià y Estany Tort, que se juntan bajo el pueblo formando el río Flamisell. El terreno era de buena calidad, y había importantes pastos y bojes, como las de Filià, Tort y Rus. Se producía trigo, cebada, patatas y algunas habas; de ganado, ovejas, vacas, mulas y caballos. De caza, perdices y liebres, y de pesca, truchas, muy abundantes y exquisitas. Había un molino harinero y recría de ganado. Formaban la población 12 vecinos (cabezas de familia) y 68 almas (habitantes).

Según Ceferí Rocafort (op. cit.), Capdella tenía hacia el 1910 31 edificios, con 90 habitantes. En 1970 hay censadas en Capdella 49 personas, que en 1981 son ya 39 habitantes, de los cuales 28 en el pueblo mismo. En 2005 había 28.